# 有馬四郎助

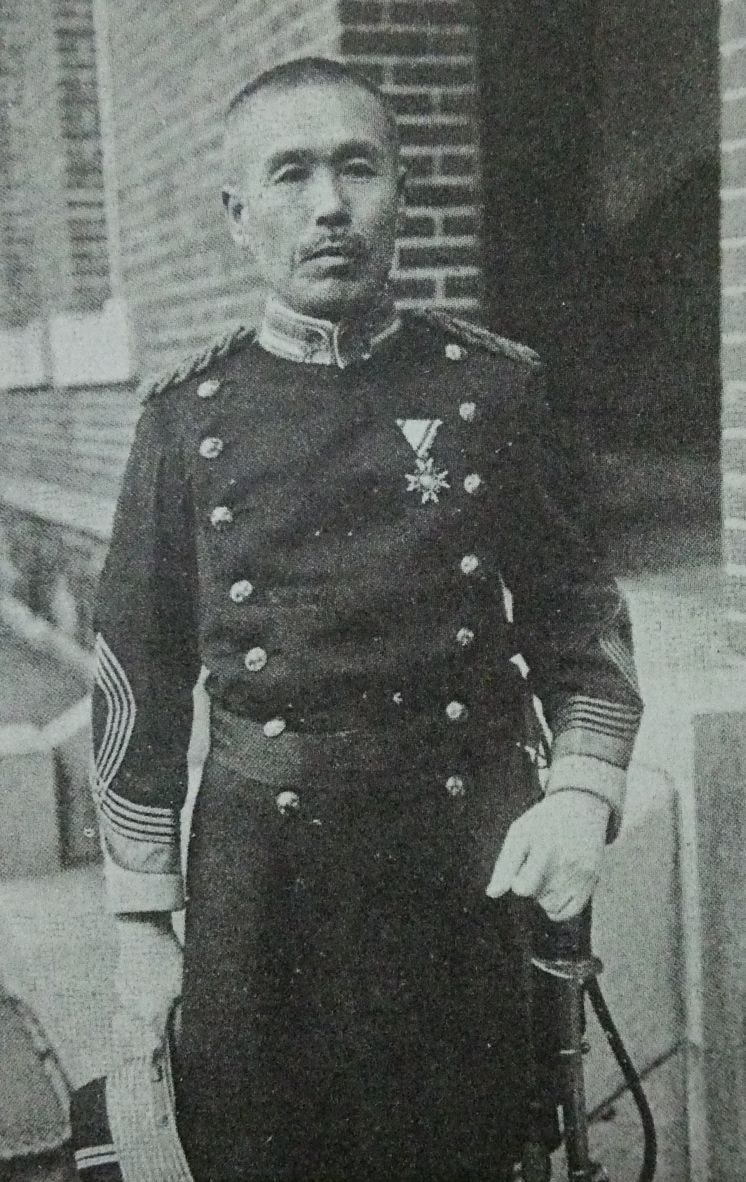
有馬四郎助

有馬 四郎助（ありま しろすけ、1864年3月9日（文久4年2月2日） - 1934年（昭和9年）2月4日）は、日本の刑務官、社会事業家。
監獄改良と行刑制度の確立に努め、少年釈放者の保護事業として家庭学園（横浜家庭学園）を設立。

## 略歴
現在の鹿児島県鹿児島市荒田町に生まれる。鍛冶を営む益満家の4男で、1869年（明治2年）に士族・有馬家の養子となる。1879年（明治12年）に鹿児島師範学校付属小学校訓導補助、1881年（明治14年）には京都府二等巡査となり、1885年（明治18年）には鹿児島県刑務補。翌1886年（明治19年）、北海道集治監での看守募集に応募し、看守長兼書記となる。
1898年（明治31年）、東京都港区赤坂の霊南坂教会で牧師の留岡幸助から受洗し、「クリスチャン典獄」と呼ばれた。巣鴨監獄所長時代に、本願寺派が独占していた教誨師（きょうかいし）を罷免し、留岡を採用する（巣鴨教誨師事件）。事件は政府と本願寺の対立に発展し、帝国議会でも議論された。1923年（大正12年）の関東大震災では小菅刑務所が全壊。監獄法では典獄には受刑者を解放する権限があったが、有馬は受刑者と職員の安全を確保すると受刑者の解放をせず教誨を行い、受刑者の間で自警団を作り逃走を防止した。
1906年（明治39年）、神奈川県小田原に幼年保護会を設立、翌1907年（明治40年）には横浜市根岸町に女子感化部として根岸家庭学園を、1909年（明治42年）には男子保護会の力校舎を設立。翌1910年（明治43年）には幼年保護会が財団法人となり、1915年（大正4年）には根岸家庭学園を移転し、横浜家庭学園と改称。
1934年（昭和9年）、脳溢血のため死去。

## 栄典
- 1924年（大正13年）6月30日 - 勲三等瑞宝章[3]

## 登場するメディア作品
- 映画『大地の詩 -留岡幸助物語-』（監督・山田火砂子、現代ぷろだくしょん製作） 演：隆大介
- 小説『地の果ての獄』山田風太郎